# Acaquizápam
Acaquizápam är en ort i Mexiko.   Den ligger i kommunen Santiago Chazumba och delstaten Oaxaca, i den sydöstra delen av landet, 200 km sydost om huvudstaden Mexico City. Acaquizápam ligger 1 694 meter över havet och antalet invånare är 343.
Terrängen runt Acaquizápam är huvudsakligen kuperad, men den allra närmaste omgivningen är platt. Runt Acaquizápam är det mycket glesbefolkat, med 6 invånare per kvadratkilometer. Närmaste större samhälle är El Ídolo, 17,6 km sydväst om Acaquizápam. Trakten runt Acaquizápam består i huvudsak av gräsmarker.